# Sammelbiografie
Eine Sammelbiografie ist ein biografisches Werk, das im Unterschied zur Einzelbiografie die Lebensgeschichte mehrerer Personen darstellt. Eine spezielle Form der Sammelbiographie ist das biografische Nachschlagewerk, das durch die Merkmale des Informationsmittels gekennzeichnet ist, nämlich die für punktuelle Suche notwendigen Erschließungshilfen (Register, alphabetische Anordnung, Suchfunktion etc.). 
Von biografischen Werken, bei denen die Lebensgeschichten mehrerer Personen im Zusammenhang behandelt werden, etwa der Familienbiografie, unterscheidet sich die Sammelbiografie dadurch, dass die Lebensgeschichten unabhängig voneinander (typischerweise jeweils in einem eigenen Kapitel oder Abschnitt) dargestellt werden.
In den Titeln von Sammelbiografien taucht öfters die Bezeichnung Lebensbilder auf. Im weiteren Sinn charakterisiert der Begriff thematische Sammlungen von Lebensbildern mit mehr oder minder subjektiver Auswahl und Darstellungsform, im engeren Sinn biografische Buchreihen mit Sammelbiografien, bei denen ohne festen Abschluss immer wieder ein Band erscheint, wenn genügend Biografien vorhanden sind. Beispiele für solche Reihen sind Lebensbilder aus Baden-Württemberg (Stuttgart 1994 ff.) oder Zeitgeschichte in Lebensbildern aus dem deutschen Katholizismus des 19. und 20. Jahrhunderts (Münster 1973 ff.).